# Viseiet
Het mineraal viseiet is een gehydrateerd fosfaat-silicaat met de chemische formule Ca10Al23(SiO4)6(PO4)7O22F3 · 72 H2O. Het mineraal behoort tot de zeolieten.

## Naamgeving
Het mineraal werd voor het eerst gevonden in Visé (België) in 1942 en werd genoemd naar de vindplaats.